# فرنسيسكو هويرتا
فرنسيسكو هويرتا (بالإسبانية: Francisco Huerta) هو دراج مكسيكي، ولد في 10 أغسطس 1947.

## وصلات خارجية
- فرنسيسكو هويرتا على موقع أرشيف الدراجات (الإنجليزية)
- فرنسيسكو هويرتا على موقع إحصائيات الدراجات الإحترافية (الإنجليزية)
- فرنسيسكو هويرتا على موقع أوليمبيديا (الإنجليزية)